# Надґрунтова дорога
Надґрунтова́ доро́га — різновид рудникового транспорту, яка складається із приводної станції, вантажних вагонеток і вагонеток для перевезення людей, тягового каната, буксирувальної вагонетки, кінцевого блока і роликів, які підтримують тяговий канат. На буксирувальній вагонетці встановлені: барабан із запасом тягового каната, система для уловлювання каната при обриві і стабілізуючі котки для підйому каната на стрілках.

## Класифікація

Рейкова канатна дорога

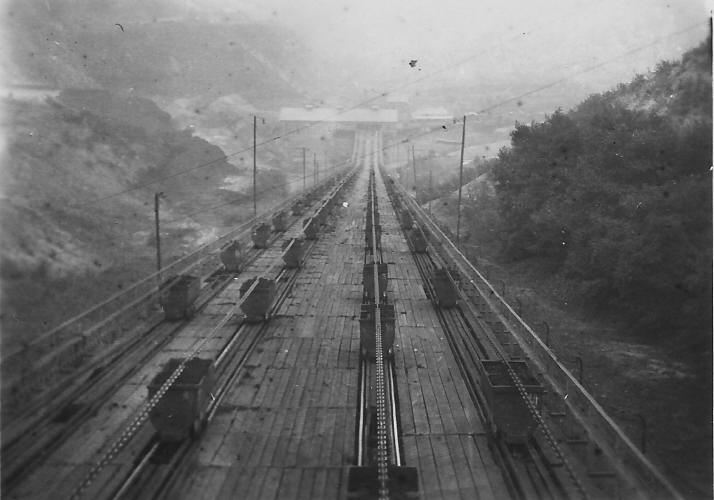
Ланцюгова надґрунтова дорога

- рейкові канатні
- рейкові ланцюгові
- безрейкові канатні
- зубчасті

## Застосування
Канатні надґрунтові дороги застосовуються для перевезення людей і вантажів на шахтах, де локомотивна та кінцева відкатка неможливі або неефективні. Раціональна область застосування надґрунтових доріг — це магістральні виробки з кутами нахилу до 20° та вантажопотоками понад 80 т за добу. 